# Arcadia (Sannazaro)
La Arcadia es una novela pastoril renacentista, escrita por Jacopo Sannazaro en italiano. Se considera la obra maestra del autor en lengua vulgar.

## Ediciones
Se publicó en Nápoles en 1504. Tuvo sucesivas ediciones aldinas. Estas obras salidas de la Imprenta Aldina entre los años 1495 y 1514 se caracterizaban por una belleza de los tipos y el papel no alcanzada anteriormente; para estas publicaciones Manucio utilizó la tipografía que lleva su nombre.
Fue traducida al castellano e impreso en Toledo en 1547.

## Historia
Cuenta la vida del joven Sincero (el poeta mismo), el cual, tras una desilusión amorosa, deja Nápoles y marcha a la región del Peloponeso llamada Arcadia, donde encuentra una cierta paz y serenidad de espíritu gustando la simple vida de los pastores-poetas de la región. Pero un sueño terrible le induce a volver a Nápoles, donde se entera de la muerte de su amada.

## Forma y estilo
Los temas pastoriles solían ser tratados por la poesía. En concreto, la égloga es el subgénero lírico que desde el mundo helenístico del siglo IV a. C. resultaba adecuado a motivos rurales y los tópicos de la poesía pastoril. Sannazaro inserta numerosas composiciones líricas (12 églogas) en una narración más amplia (la novela). Cada una de las églogas viene precedida de un amplio pasaje narrativo en prosa.  La Arcadia de Sannazaro sirvió para que la égloga se recuperase y difundiese por todo el mundo occidental, bien en verso, bien como églogas intercaladas en una novela pastoril cualquiera. Este último es el caso de La Arcadia cuya novedad, precisamente, frente a los Idilios y las Bucólicas radica en la extensión de los recursos narrativos (desplazamiento e historia intercalada) en una nueva articulación basada en la motivación autobiográfica; esta composición es todavía primitiva y vacilante en Sannazaro.
La obra es un tanto fragmentaria y excesivamente esmaltada de imágenes de abolengo clásico, pero contiene bellísimas descripciones de paisajes y expresa sinceramente el deseo profundo del poeta de paz y tranquilidad y su aspiración, común a todos los humanistas, a un mundo platónico lejano e idealizado, casi utópico.

## Género e influencia
Es una de las obras más representativas del gusto humanístico. Sannazaro creó un falso y bellísimo mundo poético. Con esta obra, estableció la percepción de comienzos de la Era Moderna sobre la Arcadia como un mundo perdido de idílico encanto, recordado con tristeza.
Precursora de la obra de Sannazaro pueden considerarse dos obras de Boccaccio, la Comedia de las ninfas florentinas, y el Ninfale fiesolano. Sannazaro se vio influido por Teócrito y Virgilio. Situó el tema amoroso en un ambiente pastoril y campestre.
Su éxito dio origen al género renacentista de la novela pastoril, subgénero literario épico o narrativo. Fue esta obra la que configuró definitivamente el género como un argumento narrativo entreverado de composiciones o canciones en verso de tema amoroso entonadas por los pastores.
Se cultivó tanto en la literatura italiana como en la de otros idiomas, en particular, en España y en Inglaterra. Fue considerada modelo y arquetipo de la prosa poética.
Garcilaso de la Vega, tras su estancia en Nápoles (1532-1536), hizo suyo el mundo de La Arcadia, en el que tanto los sonidos como los colores invitan a la reflexión acompañando a los sentimientos.
Jorge de Montemayor publicó la primera novela pastoril española: Los siete libros de Diana, o, simplemente, La Diana (Valencia, 1558 o 1559). Otras obras que siguieron el modelo son La Diana Enamorada (1564) de Gaspar Gil Polo y La Galatea (1585), de Miguel de Cervantes. Por su parte, Lope de Vega recurrió a la fórmula habitual de insertar versos dentro de un relato novelesco, que llamó La Arcadia (Madrid, 1598) y escribió a imitación de la de Sannazaro y de sus continuadores españoles. La Arcadia de Lope de Vega tuvo un éxito considerable, siendo su obra más veces reimpresa en el siglo XVII.
En los años 1590, sir Philip Sidney hizo circular copias de su romance La Arcadia de la Condesa de Pembroke, que pronto dio a la imprenta.
La influencia de La Arcadia de Sannazaro se prolongó más allá, hasta el Manierismo (Bernardo de Balbuena y su Siglo de Oro en las selvas de Erifile). También inspiró La Bucolica (1766 – 1772) del intelectual y poeta siciliano Giovanni Meli.